# Sori
Sori é uma comuna italiana da região da Ligúria, província de Génova, com cerca de 4.261 habitantes. Estende-se por uma área de 13 km², tendo uma densidade populacional de 328 hab/km². Faz fronteira com Avegno, Bargagli, Bogliasco, Genova, Lumarzo, Pieve Ligure, Recco, Uscio.

## Demografia
| Variação demográfica do município entre 1861 e 2011                               |
|                                                                                   |
| Fonte: Istituto Nazionale di Statistica (ISTAT) - Elaboração gráfica da Wikipedia |